# Radical 121
El radical 121, representado por el carácter Han 缶, es uno de los 214 radicales del diccionario de Kangxi. En mandarín estándar es llamado 缶部, (fǒu bù); en japonés es llamado 缶部, ふぶ (fubu), y en coreano 부 (bu). En los textos occidentales es conocido como «radical “frasco”».
El radical «frasco» aparece en muchas ocasiones en el lado izquierdo de los caracteres que clasifica (por ejemplo, en el carácter 缸). En algunos caracteres puede aparecer en la parte inferior (por ejemplo, en 罃), mientras que en otros, en la parte superior (por ejemplo, en 缹).
Los caracteres clasificados bajo el radical 121 comúnmente tienen significados relacionados con objetos hechos para contener líquidos. Como ejemplo de lo anterior están: 缾, «botella»; 缸, «tina»; 罌, «jarrón».

## Nombres populares
- Mandarín estándar: 缶, fǒu, «cerámica».
- Coreano: 장군부부, jang gun bu bu, «radical bu-vasija de barro».
- Japonés:　缶（ほとぎ, かん）, hotogi, kan, «vasija de barro» ; 缶偏（ほとぎへん）, hotogihen, «“vasija de barro” en el lado izquierdo carácter».[1]
- En occidente: radical «frasco».

## Galería
| Estilos antiguos                                 | Estilos antiguos                  | Estilos antiguos                        | Estilos antiguos                   | Estilos antiguos                   | Estilos empleados actualmente       | Estilos empleados actualmente  | Estilos empleados actualmente    | Estilos empleados actualmente   | Estilos empleados actualmente  |
|                                                  |                                   |                                         |                                    |                                    |                                     | 缶                             | 缶                               |                                 |                                |
| 甲骨文 jiǎgǔwén (escritura de huesos oraculares) | 金文 jīnwén (escritura de bronce) | 简帛 jiǎnbó (escritura de bambú y seda) | 篆文 zhuànwén (escritura de sello) | 篆文 zhuànwén (escritura de sello) | 隸書 lìshū (estilo de los escribas) | 楷書 kǎishū (estilo regular)   | 楷書 kǎishū (estilo regular)     | 行書 xǐngshū (estilo corriente) | 草書 cǎoshū (estilo de hierba) |
| 甲骨文 jiǎgǔwén (escritura de huesos oraculares) | 金文 jīnwén (escritura de bronce) | 简帛 jiǎnbó (escritura de bambú y seda) | 大篆 dàzhuàn (sello grande)        | 小篆 xiǎozhuàn (sello pequeño)     | 隸書 lìshū (estilo de los escribas) | 繁體／繁体 fántǐ (tradicional) | 简体／簡體 jiǎntǐ (simplificado) | 行書 xǐngshū (estilo corriente) | 草書 cǎoshū (estilo de hierba) |

## Caracteres con el radical 121

| trazos | carácter |
| ------ | -------- |
| + 0    | 缶       |
| + 2    | 缷       |
| + 3    | 缸       |
| + 4    | 缹 缺 缼 |
| + 5    | 缻 缽    |
| + 6    | 缾 缿 罀 |
| + 8    | 罁 罂    |
| + 10   | 罃       |
| + 11   | 罄 罅 罆 |
| + 12   | 罇 罈 罉 |
| + 13   | 罊 罋    |
| + 14   | 罌       |
| + 15   | 罍       |
| + 16   | 罎 罏    |
| + 18   | 罐       |